# NGC 434
NGC 434は、きょしちょう座の方角に存在するSAB(s)ab型の中間渦巻銀河である。1834年10月28日にジョン・ハーシェルによって発見された。ジョン・ドライヤーにより「明るく、小さく、丸く、突然中程度の明るさになる」と記載された。